# Weltumsatz
Weltumsatz ist ein Begriff aus dem deutschen Steuerrecht in Verbindung mit dem Baurecht. Er bezeichnet die Summe der im Inland steuerbaren und nicht steuerbaren Umsätze eines Unternehmens.
Allgemein bezeichnet Weltumsatz auch den weltweit erzielten Umsatz eines Unternehmens oder eines Wirtschaftszweigs.